# Сорокин, Яков Васильевич
Я́ков Васи́льевич Соро́кин (1893 — 4 октября 1938) — советский военачальник, комдив (20.02.1938).

## Биография
Родился в русской семье. Служил в Русской императорской армии, где дослужился до звания унтер-офицера.
С 1918 года стал членом ВКП(б). Командовал отрядом Красной Гвардии в Крыму в начале 1918 года, боевым участком Царицынского фронта, 2-й бригадой 39-й стрелковой дивизии, затем всей дивизией, позднее 1-й бригадой 32-й стрелковой дивизии и 2-й бригадой 8-й стрелковой дивизии.
После войны командовал 95-й стрелковой бригадой, 94-й стрелковой бригадой, 80-й стрелковой бригадой. Служил в войсках ЧОН. В 1925-1929 — командир 250-го стрелкового полка.
Окончил курсы «Выстрел» (1925), Военную академию РККА имени М. В. Фрунзе (1931).
С 1931 году руководил военными образовательными учреждениями: Одесской пехотной школой, 8-й военной школой пилотов, с 1935 года — 2-й военной школой лётчиков.
При введении в РККА персональных воинских званий Я. Сорокину было присвоено звание комбриг (26.11.1935).
С 1937 года командовал 132-й скоростной бомбардировочной авиабригадой. В 1938 году стал командующим ВВС 1-й армии Дальневосточного фронта, позднее в том же году стал командующим ВВС 2-й отдельной Краснознамённой армии Дальневосточного фронта, руководил действиями бомбардировочной авиации во время боёв в районе озера Хасан (июль-август 1938 года).
В октябре 1938 в ходе операции по спасению совершившего вынужденную посадку самолёта «Родина» Сорокин попал в авиакатастрофу. Несмотря на отсутствие разрешения принять участие в операции Сорокин вылетел на место обнаружения самолёта. Его ТБ-3 столкнулся в воздухе с «Дугласом», на борту которого находился Герой Советского Союза комбриг Александр Бряндинский, также не имевший приказа лететь на место аварии. Часть экипажей успела выпрыгнуть на парашютах, но 15 человек, в том числе Сорокин и Бряндинский, погибли.
Предположительно останки Якова Васильевича Сорокина были обнаружены в августе 2018 года группой поисковиков поискового объединения «Авиапоиск», которые совместно с общественниками села имени Полины Осипенко провели раскопки на месте падения бомбардировщика ТБ-3 в Хабаровском крае. Кандидат исторических наук Марина Кузьмина из Комсомольска-на-Амуре опровергла находки «Авиапоиска»: «Доказательной базы для этой «сенсации» нет!».

## Награды
- Три ордена Красного Знамени (13.03.1921, 30.05.1925[5], 25.10.1938[6]
- Орден «Знак Почета» (25.05.1936)